# Rainer Greunke
Rainer Greunke (geboren Januar 1958 in Blankenbach) ist ein ehemaliger deutscher Basketball-Nationalspieler.
Mit 13 Jahren begann er bei seinem Heimatverein, dem TV Langen, Basketball zu spielen. Insgesamt spielte er über 1750 Partien für seinen Heimatverein. Den ersten Titel holte er mit dem TV Langen im Jahr 1977, als er in Leverkusen den Jugendmeistertitel gegen das favorisierte Team aus Göttingen gewann. 1978 stieg er mit dem Männerteam in die Regionalliga auf, es folgten Aufstiege in die 2. Bundesliga sowie 1981 in die 1. Bundesliga.
1982 wechselte Greunke in die USA, wo er Mathematik in Anchorage studierte und in der 2. College-Liga Basketball spielte.
Zurück in Deutschland, spielte er mit dem TV Langen bis 1988 in der 1. und 2. Bundesliga.
Rainer Greunke absolvierte 30 Länderspiele für Deutschland. Er stand im Aufgebot für die Qualifikation zur EM 1981 in der Türkei und war auch 1986 bei der ersten deutschen Basketball-WM-Teilnahme in Spanien dabei. 1984 verletzte er sich am Finger und verpasste dadurch Olympia 1984 in Los Angeles.
2013 wurde er mit der Ü-55-Nationalmannschaft Weltmeister in Thessaloniki. Es war der erste Weltmeistertitel einer deutschen Herren-Basketballnationalmannschaft. 2014 folgte diesem Erfolg mit dem Europameisterschaftstitel der nächste Erfolg in einem großen Turnier durch einen 82:60 Finalsieg gegen Polen. Im Halbfinale hatte Greunke durch ein 3-Punkt-Spiel Sekunden vor Schluss den 43:42-Sieg für Deutschland ermöglicht.
Greunke ist verheiratet und hat zwei Töchter. Seine Tochter Mara spielt ebenfalls Basketball und wurde sowohl beim Zweitligisten Bender-Baskets Grünberg als auch in der 1. Liga bei den Rhein-Main Baskets eingesetzt. Seine Tochter Svenja ist Nationalspielerin und spielte lange Jahre in der 2. und 1. Liga bei den Rhein-Main Baskets.
Greunke ist geschäftsführender Direktor der Hessischen Krankenhausgesellschaft e.V.